# Funció de Fox-Wright
En matemàtiques, la funció de Fox-Wright (també coneguda com a funció psi de Fox-Wright, o simplement la funció de Wright, que no s'ha de confondre amb la funció omega de Wright) és una generalització de la funció hipergeomètrica generalitzada pFq(z) basada en les idees de Charles Fox (1928) i Edward Maitland Wright (1935):
{\displaystyle {}_{p}\Psi _{q}\left[{\begin{matrix}(a_{1},A_{1})&(a_{2},A_{2})&\ldots &(a_{p},A_{p})\\(b_{1},B_{1})&(b_{2},B_{2})&\ldots &(b_{q},B_{q})\end{matrix}};z\right]=\sum _{n=0}^{\infty }{\frac {\Gamma (a_{1}+A_{1}n)\cdots \Gamma (a_{p}+A_{p}n)}{\Gamma (b_{1}+B_{1}n)\cdots \Gamma (b_{q}+B_{q}n)}}\,{\frac {z^{n}}{n!}}.}
En canviar la normalització
{\displaystyle {}_{p}\Psi _{q}^{*}\left[{\begin{matrix}(a_{1},A_{1})&(a_{2},A_{2})&\ldots &(a_{p},A_{p})\\(b_{1},B_{1})&(b_{2},B_{2})&\ldots &(b_{q},B_{q})\end{matrix}};z\right]={\frac {\Gamma (b_{1})\cdots \Gamma (b_{q})}{\Gamma (a_{1})\cdots \Gamma (a_{p})}}\sum _{n=0}^{\infty }{\frac {\Gamma (a_{1}+A_{1}n)\cdots \Gamma (a_{p}+A_{p}n)}{\Gamma (b_{1}+B_{1}n)\cdots \Gamma (b_{q}+B_{q}n)}}\,{\frac {z^{n}}{n!}}}
es converteix en pFq(z) per a A1...p = B1...q = 1.
La funció de Fox-Wright és un cas especial de la funció H de Fox:
{\displaystyle {}_{p}\Psi _{q}\left[{\begin{matrix}(a_{1},A_{1})&(a_{2},A_{2})&\ldots &(a_{p},A_{p})\\(b_{1},B_{1})&(b_{2},B_{2})&\ldots &(b_{q},B_{q})\end{matrix}};z\right]=H_{p,q+1}^{1,p}\left[-z\left|{\begin{matrix}(1-a_{1},A_{1})&(1-a_{2},A_{2})&\ldots &(1-a_{p},A_{p})\\(0,1)&(1-b_{1},B_{1})&(1-b_{2},B_{2})&\ldots &(1-b_{q},B_{q})\end{matrix}}\right.\right].}

## Publicació
- Fox, C. «The asymptotic expansion of integral functions defined by generalized hypergeometric series» (en anglès). Proc. London Math. Soc., 27 (1), 1928, pàg. 389-400. DOI: 10.1112/plms/s2-27.1.389.
- Miller, A. R.; Moskowitz, I.S. «Reduction of a Class of Fox–Wright Psi Functions for Certain Rational Parameters» (en anglès). Computers Math. Applic., 30(11), 1995, pàg. 73–82. DOI: 10.1016/0898-1221(95)00165-u.
- Srivastava, H.M.; Manocha, H.L.. A treatise on generating functions (en anglès), 1984. ISBN 0-470-20010-3.
- Wright, E. M. «The asymptotic expansion of the generalized hypergeometric function» (en anglès). J. London Math. Soc., 10(4), 1935, pàg. 286–293. DOI: 10.1112/jlms/s1-10.40.286.
- Wright, E. M. «The asymptotic expansion of the generalized hypergeometric function» (en anglès). J. London Math. Soc., 46(2), 1940, pàg. 389–408. DOI: 10.1112/plms/s2-46.1.389.
- Wright, E. M. «Erratum to "The asymptotic expansion of the generalized hypergeometric function"» (en anglès). J. London Math. Soc., 27, 1952, pàg. 254.